# Скульський Андрій
Андрій Скульський (Скольський; кінець 16 ст., Львів — 1651) — український друкар і письменник.

## Життєпис
Автор і видавець діялогів «Вѣршѣ зъ трагедії Хрістос пасхон Григорія Богослова» (1630 р.), одного з перших зразків української драми.
Навчався у школі Львівського Успенського Братства. Працював у братській друкарні складачем й управителем (1630—1633, 1641—1643).
У 1638–1640 роках був з Михайлом Сльозкою співвласником друкарні.
1643–1646 — працював у друкарні Львівського православного єпископа Арсенія Желиборського при кафедральному соборі св. Юра у Львові, з 1646 — в Уневі.
1648 року звинуватив керівників Львівської ставропігії у використанні 30000 злотих з каси братства на свої приватні цілі (торгівля, підприємництво). Вони у відповідь подали на нього позов.
Близько 1647 р. заснував власну друкарню і видав у ній буквар, але під тиском конкурентів припинив видавничу діяльність.
1651 р. за зв'язки з козаками, розвідниками Богдана Хмельницького, поляки заарештували Скульського під Сокалем, тортурували і стратили.